# Magdalena Hänska

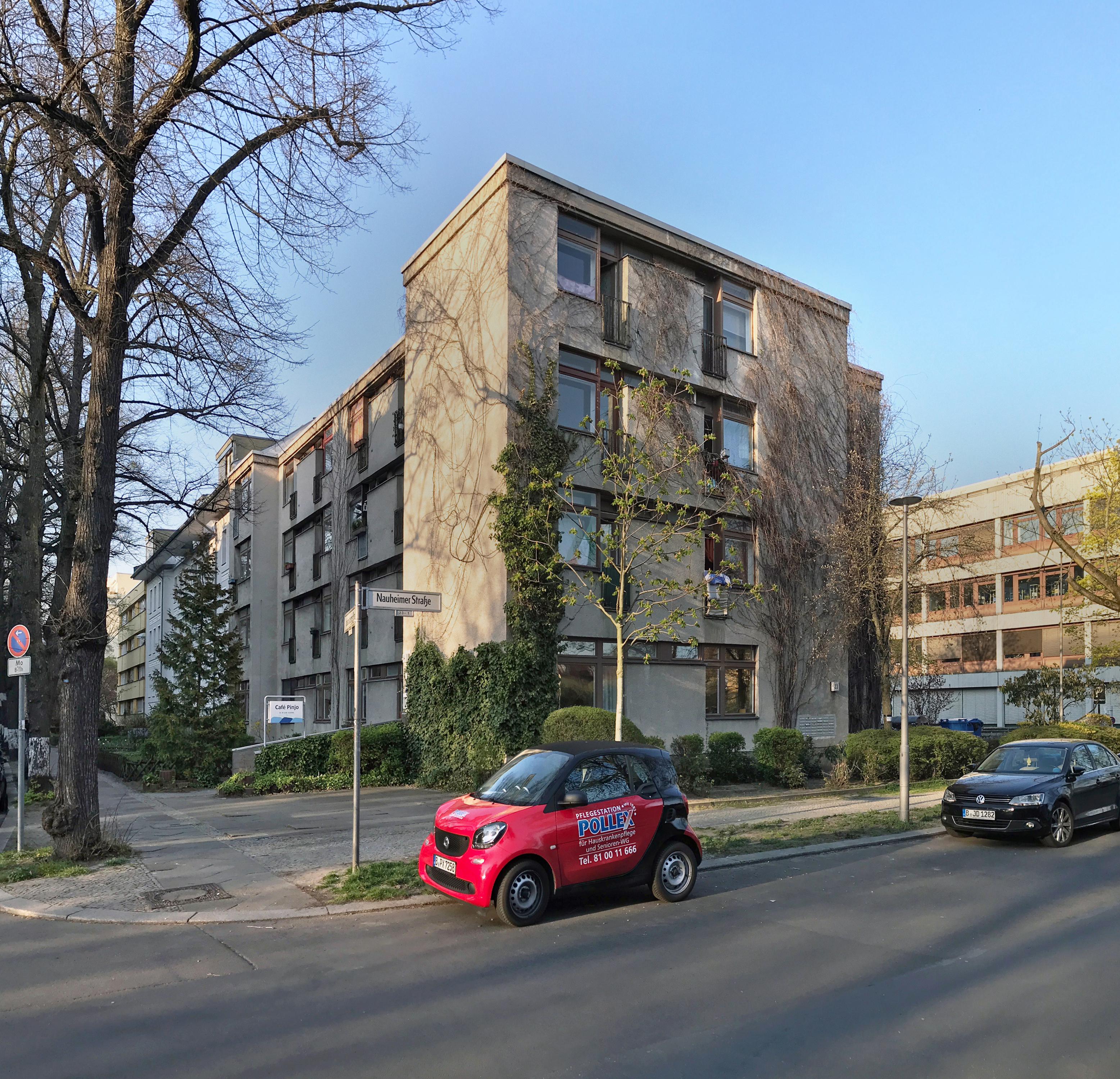
Magdalena und Gerd Hänska: ehemaliges Schwesternwohnheim, Johannisberger Straße, Berlin-Wilmersdorf, 1963–1964

Magdalena Hänska (* 19. November 1924 in Golzen, Züllichau; † 1986 in Berlin) war eine deutsche Architektin, die in Berlin lebte und arbeitete.

## Leben und Werk
Magdalena Hänska wird in einigen Publikationen auch als Maria Hänska oder Martha Hänska bezeichnet. Sie war die Ehefrau des Architekten Gerd Hänska (1927–1996). Das Ehepaar Hänska realisierte gemeinsam eine beträchtliche Anzahl von Bauten in Berlin. Magdalena Hänska zog sich zu Beginn der 1970er Jahre aus dem gemeinsamen Büro zurück, ihr Ehemann Gerd setzte seine Laufbahn hingegen fort. Das bekannteste Gebäude, an dessen Planung Magdalena Hänska beteiligt war, ist die Forschungseinrichtung für experimentelle Medizin in Berlin-Lichterfelde, umgangssprachlich Mäusebunker genannt. Zu der Zeit, als die ersten Entwürfe für den Mäusebunker entstanden, arbeiteten Gerd und Magdalena Hänska noch gemeinsam an Projekten. Als die Ausführung des Mäusebunkers begann, beendete Magdalena Hänska ihre Zusammenarbeit mit Gerd. Ab der Zeit um 1970 herum war Magdalena Hänska nicht mehr an der Planung beteiligt. Dennoch gilt der Mäusebunker generell als ein gemeinsamer Entwurf von Gerd und Magdalena Hänska. Ob das Ende der Büropartnerschaft gleichzeitig eine Trennung der privaten Beziehung bedeutete, ist nicht bekannt.
Der letzte gemeinsame Entwurf der beiden ist die Kindertagesstätte für Angestellte und Gäste der Karl-Bonhoeffer-Nervenklinik in Berlin-Wittenau (1971–1972). Der Umbau von Bettenhaus 9 der Karl-Bonhoeffer-Nervenklinik gilt auch noch als gemeinsamer Entwurf von den Hänskas, obwohl das Projekt erst nach dem Ausscheiden von Magdalena Hänska fertiggestellt wurde.
Aus der Zeit danach sind keine weiteren Projekte von Magdalena Hänska bekannt. Die Menge der ausgeführten Bauten, die sie gemeinsam mit Gerd Hänska plante, ist jedoch beeindruckend, vor allem angesichts der relativ kurzen Schaffensperiode. Magdalena Hänska realisierte in der Zeit ihrer gemeinsamen Tätigkeit mit ihrem Ehemann Gerd im Verlauf der 1960er Jahre bis Anfang der 1970er Jahre rund zwanzig Landwirtschaftliche Nebenerwerbsstellen, einen Teil einer Großsiedlung (dort insgesamt elf Mehrfamilienhäuser), ein Wohnheim, ein Klinikums-Bettenhaus, eine Bibliothek, zwei Kindertagesstätten und drei Schulen.

## Rezeption
In der öffentlichen Wahrnehmung ging es Magdalena Hänska wie vielen Architektinnen, die mit ihren Ehemännern ein gemeinsames Architekturbüro führten: Oft wurde nur männliche Teil des Büros genannt – Gerd Hänska – und nicht seine Frau. Im Fall von Magdalena Hänska ist dies besonders deutlich. Die Publikation Bauen seit 1900 in Berlin von Rolf Rave und Hans-Joachim Knöfel führt die meisten der oben genannten Bauten in einer Werkliste an. Einige von den Hänska-Bauten sind im Hauptteil des Buches genauer dargestellt. Im bebilderten Hauptteil stehen die Bauten als Werke von „Gerd und Magdalena Hänska“, in der dem Buch vorangestellten Architektenregister hat Magdalena Hänska jedoch keinen eigenen Eintrag. Diese ungerechte Darstellung wird noch dadurch unterstrichen, dass in der Werkliste der Angestellte der Hänskas – Peter Brinkert – namentlich erwähnt wird, die Chefin Magdalena Hänska jedoch nicht.

## Bauten
Ausgeführte Entwürfe
- 1963–1964: Schwesternwohnheim in Berlin-Wilmersdorf, Johannisberger Straße 64–66
- 1963–1964: Bruno-Lösche-Bibliothek in Berlin-Moabit, Perleberger Straße 33
- 1964–1966: Landwirtschaftliche Nebenerwerbsstellen in Berlin-Buckow und Berlin-Kladow
- 1964–1966: Umbau einer Villa in Berlin-Wannsee, Am Sandwerder 28 (weitere Umbauten 1993 durch Gerd Hänska und Sohn Thomas Hänska)[6]
- 1965: Gärtnereibetriebe in Berlin-Lübars
- 1965–1967: Hermann-von-Helmholtz-Schule (Grundstufe) und Kindertagesstätte in Berlin-Gropiusstadt, Wutzkyallee
- 1966–1968: Wohnbebauung in der Schwarzwaldsiedlung in Berlin-Waidmannslust zwischen Schluchseestraße und Titiseestraße
- 1966–1969: Bettenhaus 1 der Karl-Bonhoeffer-Nervenklinik in Berlin-Wittenau[7]
- 1967: Landeslehranstalt für medizinisch-technische Assistenten in Berlin-Lankwitz, Leonorenstraße (abgerissen)
- 1968: Walt-Disney-Grundschule in der Berliner Gropiusstadt, Efeuweg 34
- 1971–1972: Kindertagesstätte der Karl-Bonhoeffer-Nervenklinik in Berlin-Wittenau[4]

Entwurfsplanung Gerd und Magdalena Hänska, Ausführung Gerd Hänska und Kurt Schmersow
- 1969–1972: Zentrale Tierlaboratorien der Freien Universität Berlin (sogenannter Mäusebunker) in Berlin-Lichterfelde, Krahmerstraße